# Brian Olson
Brian Perry Olson (ur. 6 marca 1973) – amerykański judoka. Czterokrotny olimpijczyk. Zajął siódme miejsce w Sydney 2000; siedemnaste w Atlancie 1996; dwudzieste w Pekinie 2008 i odpadł w eliminacjach w Atenach 2004. Walczył w wadze średniej.
Brązowy medalista mistrzostw świata w 1997. Uczestnik zawodów w 1995, 1999, 2001 i 2003. Startował w Pucharze Świata w latach 1993, 1995–2002 i 2004. Triumfator igrzysk panamerykańskich w 1999 i 2003; trzeci w 1995. Zdobył siedem medali na mistrzostwach panamerykańskich w latach 1996 – 2004 roku.

## Letnie Igrzyska Olimpijskie 1996
| Konkurencja | Rundy eliminacyjne | Rundy eliminacyjne             | Klas. końcowa |
| Konkurencja | Przeciwnik I       | Przeciwnik II                  | Miejsce       |
| ----------- | ------------------ | ------------------------------ | ------------- |
| 86 kg       | Wu Kuo-hui (TPE) Z | Algimantas Merkevičius (LTU) P | 17.           |

## Letnie Igrzyska Olimpijskie 2000
| Konkurencja | Rundy eliminacyjne    | Rundy eliminacyjne    | Repasaże                  | Repasaże                | Repasaże              | Klas. końcowa |
| Konkurencja | Przeciwnik I          | Przeciwnik II         | Przeciwnik I              | Przeciwnik II           | Przeciwnik III        | Miejsce       |
| ----------- | --------------------- | --------------------- | ------------------------- | ----------------------- | --------------------- | ------------- |
| 90 kg       | Marko Spittka (GER) Z | Mark Huizinga (NED) P | Yosvane Despaigne (CUB) Z | Adrian Croitoru (ROM) Z | Rasuł Salimow (AZE) P | 7.            |

## Letnie Igrzyska Olimpijskie 2004
| Konkurencja | Rundy eliminacyjne   | Rundy eliminacyjne            | Klas. końcowa |
| Konkurencja | Przeciwnik I         | Przeciwnik II                 | Miejsce       |
| ----------- | -------------------- | ----------------------------- | ------------- |
| 90 kg       | Gabriel Lama (CHL) Z | Frédéric Demontfaucon (FRA) P | II runda      |

## Letnie Igrzyska Olimpijskie 2008
| Konkurencja | Rundy eliminacyjne   | Klas. końcowa |
| Konkurencja | Przeciwnik I         | Miejsce       |
| ----------- | -------------------- | ------------- |
| 90 kg       | Diego Rosati (ARG) P | 20.           |